# Lucien Lévy-Bruhl
Lucien Lévy-Bruhl (10. duben 1857 – 13. březen 1939) byl francouzský filozof, který svými studiemi o "primitivní mysli" stál u počátků antropologie, etnologie i sociologie.
Rozlišoval dva druhy mentality - "primitivní" a "západní". Primitivní mysl dle Lévy-Bruhla volí plnou účast ("mystickou participaci") ve světě a nevšímá si rozporů, západní mysl volí odstup, a z něj vyvěrající spekulaci i schopnost tolerovat rozpory. Protože Lévy-Bruhl volil terminologii zavánějící vírou v nadřazenost evropské kultury, jeho dílo ustoupilo časem do pozadí (čelilo ostré kritice například Marcela Mausse nebo Bronisława Malinowského). Sociolog Stanislav Andresk však tvrdí, že na ustavení antropologie mělo mnohem větší podíl než dílo Claude Lévi-Strausse. Silně též ovlivnilo Carla Gustava Junga při definování konceptu kolektivního nevědomí.
Lévy-Bruhl byl blízkým spolupracovníkem Émila Durkheima. Po sňatku se svou ženou byl spřízněn s Alfredem Dreyfusem a patřil k prvním bojovníkům za jeho očištění.

### České překlady
- Myšlení člověka primitivního, Praha, Argo 2000.